# World of Warships
『World of Warships』（略称:WoWS）とは、ベラルーシのWargaming.net社が開発し運営している、艦隊による海戦を扱ったWindows用オンライン海戦ストラテジーゲームである。本稿ではモバイル向けタイトルの『World of Warships Blitz』、コンソール及びモバイル向けタイトルの『World of Warships: Legends』についても記載する。

## 概要
各プレイヤーは1つの艦艇の艦長として海戦に臨む。
Free-to-playシステムを採用しており、無料でプレイできる。だが課金も可能であり、それによりゲーム内通貨を購入したり、プレミアム艦艇を入手したり、経験値の増加速度を加速させることができる。
最初は2015年にWindows用のゲームとしてリリースされた。その後、別プラットフォーム向けに下記の2タイトルがリリースされている。いずれもマップサイズや対戦人数、登場艦艇などが異なり、現在は別タイトル間でクロスセーブやクロスプレイはできない。

### 『World of Warships Blitz』
モバイル向けバージョン。2018年にiOSおよびAndroid用にリリースされた。

### 『World of Warships: Legends』
コンソール及びモバイル向けバージョン。2019年にはPlayStation 4およびXbox One用にリリースされ、2021年4月には同タイトルでPlayStation 5およびXbox Series X/S用にリリースされた。2024年3月27日にはiOSおよびAndroid用にリリースされ、コンソール版とのクロスプレイも可能になった
人間プレイヤーグループ 対 人間プレイヤーグループの海戦である「通常（Standard）」（「ランダム戦」）が当ゲームの主たるプレイの場であるが、その前に「対 AI」（あるいは「Co-op戦」）と呼ばれているゲームAI（ボット、NPC）の艦船との海戦をプレイして、まずは練習を積むこともできる。また、シナリオと呼ばれるストーリー性のあるモードも用意されている。
クイックチャットという機能があり、「幸運を」「ありがとう」「偵察が必要だ(偵察してくれ）」「煙幕をはれ」「発見された！」「応援を要請する（助けてくれ)」など、パターン化されたセリフのボタンが用意されており、それを押すと自動的に音声化されて味方のプレーヤーに聞こえる。しかも各プレーヤーはコンソール（なりPCなり）で自分が「使用言語」に設定した言語の音声が自動的に聞こえるので、たとえば日本人のプレーヤーが日本語で「ありがとう」と表示されたボタンを押すと、たとえば相手が使用言語をドイツ語と設定している場合は自動的にドイツ語に翻訳された音声、たとえば「Danke ダンケ」などが聞こえ、逆にドイツ語話者が「Danke」のボタンを押しても日本語に設定したプレーヤーには「感謝する」や「借りができたな」などと聞こえるので、母語が異なる世界のプレーヤーたちが連携プレーをすることができる。
クイックチャットでは表現することのできないゲーム内で込み入ったチャットをする場合は、英語を使うことが推奨されている。日本語にも対応しており、日本語話者同士では日本語でコミュニケーションが可能。
ゲームエンジンにはBigWorldを改良したものを使用している。
当ゲームの特徴のひとつは、艦艇のモデリングを重視していることで、他のゲームと比較しても3DCGのポリゴンの数が比較的多いことが特徴である。（艦艇の大きさによりポリゴンの数は異なるが）例えば大型の戦艦のひとつの『大和』の例では12万枚以上のポリゴンを使用している。特にPlayStation 4 ProやPlayStation 5は、CPUやグラフィックエンジンの処理能力が高いおかげで、扱えるポリゴン数が多くおまけに4K対応なので、グラフィックがPC版よりも美しくなっている。
他のFPSゲーム類と比較すると「ゆったりめの独特なテンポ」でゲームが展開されるのが特徴。
プレーヤーは、1回の海戦ごとに国籍や艦艇を変更することも可能である。
運営公式によりフォーラムやWikiも運営されている。

## ゲーム概要
基本的には駆逐艦、巡洋艦、戦艦、航空母艦、潜水艦の5種類からなる艦隊戦のゲームであり、艦艇の国籍はアメリカ、日本、イギリス、ドイツ、フランス等多数あり、好みのものを選ぶことができる。

基本的には、「味方」と「敵」の2つに分かれる。最近は基本的には12隻対12隻で対戦が行われるようになっている。土日など世界的にゲームをしている人々が多い曜日は数秒〜数十秒ほどでマッチングが行われる。一方、月曜の午前や日中など（世界中で多くの人々が仕事や学業で忙しく）参加者が極端に少ない時間帯などは、マッチングに3〜4分ほどもかかり、それでも参加者が足りず5隻対5隻や3隻対3隻など少数の艦艇で海戦がマッチングされることがある。
味方側はマップ上やHUD上で青色で表示され、敵側は赤色に表示される。敵軍にも味方の軍にも、さまざまな国籍の艦船が参加している（つまり味方の軍も敵軍も、船籍としては、どちらも多国籍軍のような状態で戦う）。そして自軍の「チームとしての勝利」を目指す（決して、自艦だけの生き残りを目指すゲームではない）。
基本的に、敵により多くの打撃を与え、敵を偵察したなど勝利に貢献したプレイヤーに高得点が与えられるポイント制度になっている。また勝利した側には敗北した側が1.5倍がかけられる。
総計200種を超える艦艇が用意されており、艦艇の年代としては、20世紀初頭（1900年代初頭）から1950年代のものが登場する。（日本人に馴染みのある戦争名で言うと、日露戦争から第二次世界大戦直後まで、である）。各艦艇は『Tier』という階級で11段階にランク付けされており、最初は「Tier I」の古くて弱い艦艇から始まり、次に「Tier II」「Tier III」と、次第に強力な艦艇も追加で所有していくことになる。基本的には、最初から強力な艦艇を操作する事はできない。
戦闘タイプを毎回選ぶことができ、基本的には「通常（戦）」か「対 AI」から選ぶ。他にシーズン制（時々開催される時期がある）の「ランク戦」「クラン戦」などもあり、「オペレーション」もある。難易度としては易しいほうから「対 AI」「通常」「ランク戦」「クラン戦」の順である。（次の節で説明）　「対 AI」や「通常（戦）」は、さらに勝利条件によって「通常戦」「制圧戦」「中央攻略戦」などに細分化されている。（→#戦闘タイプの節で説明する）
「通常（戦）」「対 AI」など、戦闘のマッチングは艦艇のTierを基準にして、双方の軍の艦艇の物理的な能力がおおむね拮抗するように、自動的に行われるようになっている。マップは多種類の中からランダムに割り当てられる。
一回の海戦の長さは、「通常（戦）」や「対 AI」では、20分に設定されており、海戦が開始すると残り時間が画面上部に表示され、カウントダウンされる。
また当ゲームの海戦は、プレイする際に「一番アドレナリンが出るタイミング」を切り取って再現しており、実の海戦では重要とされる索敵の段階は簡略化され、すでに敵味方の大まかな位置はお互いに把握している状況からの戦闘開始となる。
操作は簡略化されており、PC版の場合は最小限であればWASDの移動キーとマウスのみで戦闘可能である。PlayStationやXBOXの場合も通常のコントローラだけでプレイ可能なように工夫されている。
なおフレンドリーファイア（同士討ち。味方の艦艇を撃ってしまうこと）を起こしても味方にダメージは入らないが、味方艦船を一定数以上撃つとペナルティが課される。またMAPは四角形で、周囲に外枠（行動の限界線）の白線が引かれており、その線の外にも海洋の景色は広がっていて砲弾類は白線の外にも飛ばすことができるが、艦艇類は白線で引っかかるように止まり、線の外に行くことはできない仕様になっている。
また、戦闘の途中で退出しようとした場合、警告文が表示される。途中退出を繰り返すと、ペナルティを課される。

## 戦闘タイプ

### 「対 AI」（Co-op戦）
AI（ボット）によって操縦されている敵の艦船のチームを相手に、人間のプレイヤーたちが共闘するモード。8対8で行う。難易度は対人戦の「通常（戦）」（ランダム戦）よりは低め。まずはここで海戦の技術を磨いてから対人戦に挑戦する事になる。
（なおマッチングの際にプレイヤーが不足した場合、数合わせのために味方チームにボット艦艇が入る事もあり、その際はプレイヤー名の前後に「:」（コロン）が入っていることで見分けられる。また近年では、パッチ（ワッペン）やアイコンで見分けられるようになっている。）

### 「ランダム戦」
人間のプレーヤーたちが、2チームにランダムで分かれてプレイヤー同士で戦うモード。敵も人間のプレーヤーたちであり、さまざまな技を使い、こちらの弱点をついてくるので、「対 AI」より難易度が上がる。
通常戦
基本となるゲームモード。勝利条件は敵陣地の占領または敵艦艇の殲滅。「対 AI（Co-op戦）」でも出現する。
制圧戦
複数の中立占領エリアがあり、「対 AI（Co-op戦）」、通常（ランダム戦）、ランク戦、クラン戦で出現。

### 闘争
最大6人のチームで他のプレイヤーと戦闘するモード。

### ランク戦
プレイヤースキルのランク付けを行うモード。勝ち続けるとプレイヤーのランクが上がり、同じようなプレイヤースキルのプレイヤー同士で戦闘を行う事になる。負けが込むと降格もあり得る。ランクはブロンズ、シルバー、ゴールドの3つのリーグに分けられている。シーズン制を採用している。

### クラン戦
7名1組のクランのチーム同士で対戦するモード。勝敗でレーティングが変動し、5つあるリーグの最上位を目指す。

### オペレーション
幾つもシナリオが用意されており、定められた目標の達成を目指すモード。船団の護衛や味方基地の防衛、敵基地の撃破など。Co-op戦の延長に相当し、戦う相手はゲーム AI（ボット）である。
このモードには､いくつかバージョンがあり､｢ラプター救出作戦｣や｢ナライ｣などがある｡そして､このモードには､主タスクと副タスクがあり､主タスクをクリアすると勝利となる｡

### トレーニング戦
手動でプレイヤーを2チームに振り分け、トレーニングを行うモード。バージョン0.7.0から正式に実装された。修理費などのコストがかからないが、EXPとクレジットの取得も無い。マップも手動で選べ、標的艦を設ける事もできる。。

### 他
宇宙戦
2018年に、期間限定でエイプリルフールイベントとして実装された戦闘タイプ。宇宙が舞台だが艦艇が3次元機動能力を手に入れる訳ではなく、基本9対9の対人戦の背景等が宇宙をテーマにした外観になっただけで、艦艇の操作方法に大きな変化は無かった。宇宙艦艇しか出撃できない。数合わせでボット艦艇が入ることもあった。今は宇宙戦は無い。
コンボイ
期間限定の戦闘モード。輸送船を護衛するチームと輸送船を攻撃するチームにランダムに分けられる。護衛チームは輸送船を１隻でも目的地に到着させるか敵のチームを殲滅することで勝利できる。また攻撃チームは輸送船、または護衛チームを殲滅することで勝利できる。
飛行船ダービー
期間限定の戦闘モード。２つのチームに分かれ、飛行船を早く目的地に到着した方の勝ち。飛行船はその周辺に味方がいることでスピードを速めることができるが敵が近くにいると遅くなる。敵チームを殲滅することで勝利することもできる。
お風呂での大騒動
期間限定の戦闘モード。２つのチームに分かれておこなう。このモード専用のアヒルの艦艇を操作して戦う。
ランダム戦などで使用する艦艇にはない機雷が使える。敵チームを殲滅することで勝利できる。

## 艦艇
このゲームでは、基本的には、大きく分けて5種類の艦種すなわち駆逐艦、巡洋艦、戦艦、航空母艦、潜水艦が登場する。
艦船の国籍は、アメリカ、日本、イギリス、ドイツ、ソ連、フランス、イタリア、オランダ、イギリス連邦、スペイン、パンアメリカ、パンヨーロッパ、パンアジアの13の国と地域である。（画面にはアメリカ、日本、イギリス、ドイツの順に表示される。「日本」は2番目に表示され、1番目ではない。だがイギリスより前に表示される。）
「艦艇」の画面では、多数の艦艇はツリー状に分類されて表示される。
技術ツリーの艦艇は歴史的に有名な艦艇から選んでおり、実在艦艇だけでなく、一部には建造途中の艦艇、計画が存在した艦艇、計画艦艇に基づく架空の艦艇も含まれている。また、ゲーム内名とモデリング名が異なる艦も存在するが、プレミアム艦艇は概ね名前の通りのモデリングとなっている。艦艇建造計画は2020年まで埋まっている。
ゲーム中のチャット等では船体分類記号を基に、駆逐艦は「DD」、戦艦は「BB」、航空母艦は「CV」と略して呼ばれる事がある。
ただし、巡洋艦は重巡洋艦と軽巡洋艦などの区別を付けず、一概に重巡の分類記号である「CA」が用いられるケースが多い(軽巡洋艦の分類記号は「CL」である)。同様に、巡洋戦艦も本来の分類記号の「BC」ではなく、戦艦の分類記号である「BB」と呼ばれる事が殆どである。

### 艦種
駆逐艦
小型で快速だが打たれ弱い(防郭は存在しない)。しかし、立ち回り次第では戦艦などに肉薄して魚雷にて沈めるといった運用が可能。隠蔽性が高めで（つまり敵からは見えにくく）、敵情の偵察も主な役割である。主砲や対空砲を撃つのは控えつつ、（また物陰や煙幕なども活用して、こっそりと、まるで忍者のように）敵艦に接近して魚雷を撒くのが一つの定跡となっているが、主砲をメインで撃つことを推奨されている駆逐艦も多数存在している。
チームの「目」として重要な存在で、生き残り続ける事が最重要とされている。
巡洋艦
駆逐艦より排水量が増え、砲が強力になり、汎用性の高い。手数が多いためHE弾により敵艦を炎上させる使い方がよく用いられるが、一部の艦はAP弾しか使用できない。「軽巡洋艦」と「重巡洋艦」などの区別は無いが、概ね低いTier帯が軽巡で、Tierが上がって来ると重巡が登場する傾向にある。駆逐艦以上に強力な雷装を持つ艦も一部存在する。各国のTier1の艦艇のみ砲艦となっている。　駆逐艦と対峙する場合は優位に戦うことができ、駆逐艦からの魚雷を機敏によけつつ主砲で駆逐艦を攻撃することができる。しかし戦艦と対峙すると主砲の破壊力、体力の差のせいで相対的に弱く、戦艦に狙われると場合によっては1回の斉射で撃沈されることもある。
クラン戦での役割は警戒レーダー搭載艦と攻撃用艦とで分かれてくるが、状況に合わせてフレキシブルに対応する事が求められている。
航空巡洋艦
巡洋艦と基本のプレイスタイルは変わらないが艦載機を操作することができる。
戦艦
口径が大きく強力な主砲で、敵艦の防郭を抜き易く、砲撃が当たれば敵艦に大打撃を与えられ敵艦のHP（ヒットポイント。いわゆる"ライフ"）を一気に削れるが、リロード時間が長く旋回性能も低下し単位時間あたりの発射回数は少ないので、戦艦の場合は一撃一撃が重要である。装甲は厚いが、船体の構造物も大きく炎上し易く火災や浸水などの対応に要する時間も比較的長い。船体重量とそのモーメントが非常に大きいので旋回に時間がかかり動きが鈍重なうえに船体が大きく的（まと）になりやすいので、駆逐艦や雷撃機に接近されると雷撃の回避が難しく致命的な大打撃を食らうことになりがちである。一方、戦艦は他の艦種より射程が長いという大きな特徴・長所があるので、それらの特徴を総合すると「敵に近づきすぎないが敵艦のいずれかが射程に入る距離には居て、強力な主砲を休ませず働かせ続け、自軍のために敵軍の総ライフを猛烈な勢いで削り続ける」のが理想となる（だが、駆逐艦はこっそり近づいてくるので、その距離の調整がなかなか難しい）。戦艦は射程が長いが視認能力が高いわけではないので、適度な距離を保ちつつ敵艦めがけて砲撃するためには駆逐艦や巡洋艦や航空機などに「眼になってもらう」つまり偵察して敵艦の位置を確認してもらう必要があるので、必要に応じて「偵察が必要だ」と僚艦にメッセージを送ることも重要になる。（なお"眼"の役割の僚艦が失われた状況などになれば、戦艦といえども雷撃されることを覚悟のうえ敵が潜んでいる可能性がある危険な場所に突っ込んでゆき接近戦をせざるを得なくなることもある）
なお「戦艦」という区分だが巡洋戦艦の金剛型やフッドなども含まれている。
クラン戦での役割は敵艦からの敵愾心を集められる事と一撃で大ダメージを与える事であり、やはり位置取りが重要視される。
航空戦艦
戦艦と基本のプレイスタイルは変わらないが航空母艦のように艦載機を操作することができる。攻撃機、雷撃機、爆撃機など発艦できる機種は決まっている。そのため自ら偵察を行うことが可能になっている。
航空母艦
航空母艦を選んだプレーヤーは、母艦だけでなく航空機編隊の操作もするため、操作体系が他の艦船とは根本的に違っており、かなり癖がある。
1チーム内の航空母艦は0～2隻である。
航空母艦はあまりに強力な存在、いわば「別格」の存在なので、マッチングの際もチーム間で不公平が生じないように必ず同数になるように調整される。
航空母艦の主な役割は、空から敵艦船を攻撃すること、および航空機による広域の偵察である。航空機を敵陣の奥深くまで飛ばすことでマップ上に敵艦の位置が表示されるようになり、味方の戦艦も砲撃をすることができるようになる。ただし母艦は大きくて視認されやすく、たいした砲も備えておらず、攻撃されるとめっぽう弱く一方的にやられるだけになってしまうので、できるだけ見つからない場所、たとえば島陰やマップの端などに隠れるようにして運用されることが一般的である。
正規空母以外にも「軽空母」や「護衛空母」なども含まれている。使える艦上機の種類は艦上雷撃機、艦上爆撃機、艦上攻撃機の3種類。戦闘機は完全自動化されている。艦上偵察機は無いが、艦上機を使って索敵を行う事も主な役割となる。Tierが上がるごとに艦載機の性能が上がり搭載機数や艦載機自体のHPも増える。
なお航空母艦があまりに強力すぎるので制作会社もゲームバランスに配慮して工夫を重ねており、バージョン0.8.0.1より、一度に１中隊しか使えない、航空機を操作する際の視点が俯瞰視点から3人称視点に変更される等、大幅なシステムや操作方法の変更が何度も行われてきた。
潜水艦
潜水艦は他の艦艇と異なり潜水することができる。しかし潜水をしているとバッテリーを消耗しバッテリーが無くなると強制的に浮上させられる。バッテリーは水上にいることで回復できるがバッテリーの量には上限がある。
また装甲が非常に脆いため水上にいるときや潜望鏡深度にいるときは、HE弾やSAP弾が近くに着弾すると命中していなくても爆風でダメージを被る。作戦深度や最大深度にいるときは砲弾によるダメージを被らないが爆雷によってダメージを被る。

### 兵装
主砲
プレイヤーが手動にて操作する。艦によって、射程や散布界などが異なる。口径が大きくなる程、装填時間が遅くなる傾向にある。砲弾の重量は史実と同様であるが、初速は艦によってはゲーム内で大幅に変更されている(副砲も同様と思われる)。
副砲
射程内に入った敵艦に対して、自動的に射撃を行う。両用砲も副砲として機能する。手動で敵艦を指定し、その敵艦を集中的に攻撃させる事も可能である。一部の艦艇を除き、同口径の主砲に比べ性能が劣っている。
対空砲 (対空機銃)
射程内の敵航空機に対して自動で攻撃を行う。射程ごとに短距離、中距離、長距離に分類されている。また、対空砲によりそれぞれ平均の秒間ダメージ量が決められている。ダメージ量は全方位に適用されるが、両用砲のみ迎撃可能な角度が制限されている。
雷装（魚雷,爆雷）
主砲同様、プレイヤーが手動にて操作する。種類により射程、威力、雷速などが異なる。魚雷自体に隠蔽距離が決められており、その範囲内に敵艦または敵航空機が侵入した場合に、魚雷が発見されるシステムとなっている。
深度魚雷
「深度魚雷」と呼ばれる特殊な魚雷は、喫水の浅い艦艇には効果がないものの、隠蔽性が高く、通常の魚雷より浸水の確率も高く設定されている。パンアジアの駆逐艦や日本の駆逐艦「朝潮」等が使用できる。公式フォーラムでは「深層魚雷」などもっと意味が通じる訳への改名提案がプレイヤーより提出されている。
爆雷
潜水艦との戦闘が発生しうるすべての艦艇において、対潜兵装を使用可能。艦の近く複数の爆雷を投下する「爆雷」や、射程内の任意の場所に爆雷搭載機が空爆を行う「爆雷空襲」がある。なおこれらの攻撃は潜水艦にしかダメージを与えられない。
HE爆弾空襲
プレイヤーが手動で指定したエリアに空襲を行う。この空襲は現在オランダ巡洋艦ツリーとトロンプでのみ実装されており、Tierによって一度に使用できる中隊の数やダメージ、発火率が異なる。この空襲はエリアを指定してから十数秒の偏差が発生するため、それを考慮して行う必要がある。

### 航空機
航空機まではあまり重視されていないようで、特に挙動は簡略化されている。
水上機
巡洋艦または戦艦に搭載される艦載機。カタパルトより発艦した後は自動で母艦の周囲を一定時間旋回する。1回の戦闘で使用出来る回数が決まっている。再使用する際も一定時間が経過しないと再使用できない。水上戦闘機と着弾観測機の2種類がある。(詳しくは#消耗品の項を参照)
艦上機
航空母艦と航空戦艦、航空巡洋艦で使用する兵装として扱われ、飛行甲板から発艦し、兵装消費後には航空母艦に戻り着艦して補給を行わないと再度攻撃を行う事ができない。航空戦艦、航空巡洋艦の場合は飛行小隊が戻ってこないためリロードが終わると常にフル小隊で発艦できる。
攻撃機
敵機を迎撃する要撃機から仕様変更によりHE、またはAPロケットによる対艦攻撃の行える攻撃機へ変更された。飛行速度が速く敵艦の索敵に使われるケースが最も多い機種でもある。速度が比較的速い。

雷撃機
航空魚雷を用いて敵艦に雷撃を加える。航空魚雷は水上艦搭載の魚雷に比べると威力が低く雷速も遅い。

爆撃機
爆弾を用いて敵艦に急降下爆撃、水平爆撃、低空爆撃または反跳爆撃を加える。現在、爆弾はHE爆弾とAP爆弾の2種類があり、AP爆弾は火災が発生しないものの大型艦に大きなダメージを与える事が可能である。

### 技術ツリー
戦闘で獲得した経験値を使用する事で、船体や主砲、機関部などのモジュールを開発する事ができる。

### アップグレード
艦の性能を向上させる為に使用する。最大で6つの枠が使用可能だが、Tierにより使用可能な枠の数が異なる。プレイスタイルに合わせ、好みの組み合わせにする事も可能。

### 消耗品
戦闘中に使用可能なアイテム。艦によって搭載出来る内容が異なる。
応急工作班
火災や浸水時には艦艇にダメージが蓄積されていくが、それを食い止める為に使用する。また、構造物などの破損時もある程度であれば対応が出来る。いわゆるダメージコントロール。
修理班
HPが回復する。一回で回復できる量の上限が決まっている。また、受けたダメージの種類によってどれだけ回復できるかが変わる。
特殊修理班
HPが回復する。１回で回復できる上限は決まっているが、通常の修理班より多く回復できる。
水上戦闘機
発艦すると数分間自艦の周囲を飛行する。敵機の迎撃などを自動的に行う。
着弾観測機
発艦すると水上戦闘機同様、数分間自艦の周囲を飛行する。飛行中のみ主砲の射程が20%延長される。また、飛行中は双眼鏡視点が上空へと移される。
水中聴音
効果時に範囲内に侵入した敵艦及び魚雷を強制的に発見する。いわゆるソナー。
警戒レーダー
効果時に範囲内に侵入した敵艦を強制的に発見する。水中聴音とは異なり、魚雷は発見出来ないものの効果範囲は広い。
対空防御砲火
使用中、長射程の対空砲の敵機への平均ダメージ数が増加する。
発煙装置
自艦から一定の範囲に煙幕を展開する。範囲内に入ると隠蔽性が通常より向上する。海戦の主導権を握る上で鍵となる事がある。
排気煙幕
発煙装置と違い、最高速でも自艦を隠蔽してくれるが、煙幕は短時間で消失する。
低速用排気発煙装置
効果時間は発煙装置より短いが一定時間煙が艦から出続ける。しかし使用中は止めることができないため被発見状態にならないものの自分がどこにいるか敵に晒すことになる。
エンジンブースト
一時的に自艦の速力が向上する。通常は８％速力が増加するがフランスの駆逐艦、巡洋艦は２０％速力を向上させることができる。
緊急エンジン出力
一定時間自艦の速力が向上する。エンジンブーストより効果時間は短いが効果は３０％と大きい。
主砲装填ブースター
主砲の再装填に必要な時間を短縮できる。
魚雷装填ブースター
魚雷の再装填に必要な時間を短縮できる。

### 外装
迷彩
かつては隠蔽距離の短縮や散布界の悪化などの効果があったが無くなった。またクレジットや後述の艦EXPや艦長EXPの収入を増加させる事も可能であった。
信号旗
装備可能な数は航空母艦が4枚、その他の艦種は8枚となっている。また、艦の性能を向上させる事もできる。デザインは国際信号旗に似ている。

### 艦長
それぞれの艦に1人ずつ配備が可能である。最高ランクは21。ランクが上がるごとに、スキルを振り分ける事が可能。他の艦に乗せ換えを行うとスキルにペナルティが発生し、効果が無くなったり半分になったりするが、再訓練を行う事で本来の効果を発揮出来るようになる。スキルの再分配にはダブロンかエリート艦長EXPが必要になる。

### プレミアム艦艇
プレミアムショップで課金する事によって購入が可能な艦艇で、「ダブロン」を購入する事によって技術ツリーに表示されているものを購入する事も可能である。戦闘や報酬において恩恵を受けることができる。。

### 他
コラボレーション艦艇
あくまで期間限定の話だが、イベントの『蒼き鋼のアルペジオ』や『ハイスクール・フリート』などのコラボレーション企画に参加すると、その作品に登場する艦艇が期間限定で入手可能になった。ただし、これらは基本的に作中に登場する既存艦艇のバリエーションであり、全くの新規艦艇として一から追加されるものではなかった（しかし、『ハイスクール・フリート』の晴風（はれかぜ）のように陽炎型駆逐艦が基本ながら、主砲を作中の武装に換装可能なケースはある）。
作品内で使用される特殊兵器（侵食魚雷やクラインフィールドなど）は実装されず、艦艇が特に変わった仕様にはならないが、作品内での姿が再現され、その艦艇に属する登場人物の艦長ボイスが付与される（なかには『アルペジオ』のイオナのように、搭乗艦が潜水艦でコラボレーション実施当時未実装だったため、別の艦のボイスを担当したケースもある）。

## マップ
マップは幾つも用意されており、Tier帯によって出現するマップが違ってくる。それぞれのマップで戦術が異なる。
「リング」など、当ゲームのための独自の、現実世界には無い架空の地名、抽象的なマップ名や地形は多いが、一方で「ギリシャ」など、現実世界の地域名・国名がついているマップもある。
「ソロモン諸島」（※1）や「沖縄」など、太平洋戦争で戦闘の舞台となり日本人が良く知る場所の名がつけられたマップもある。
- （※1 ）マップ「ソロモン諸島」はガダルカナル島をイメージしたTier2 - 4向けのマップとなっている[31]。
- （※2）マップ「沖縄」は実際の沖縄近海がモデルのTier9 - 10向けのマップとなっている[31]。

現実にある地名の場合、モチーフとなった地域に似た植生や建物がモデリングされており、天候もその地域にありがちな天候となっていることが多い。だが、当ゲームの地形（海岸線）は現実世界の地図（海図）とは一致しない。あくまで海戦を拮抗させるために、当ゲームでは両軍がほぼ同条件になるように、対称形に近い地形が人工的につくられている。

## ゲーム内ポイント

### 経験値（EXP）
「戦闘で取得した経験値」は「任務記録EXP」と「艦長EXP」と「艦EXP」に加算され、一定割合は「フリー経験値」として取得する事になる。
艦長EXP
艦艇に乗艦させている艦長キャラクターが得る経験値。必要経験値分貯まるとスキルポイントが増え、プレイスタイルに応じて好みの艦長スキルに割り振る事ができる。最高ランクの艦長は「エリート艦長EXP」を取得するようになり、他の艦長へ配分したり、「フリーEXP」に変換可能。
艦EXP
その艦艇で取得した経験値。艦艇の性能を向上させるモジュールの研究に使用したり、次のTierの艦艇を研究する際に使用する。
フリー経験値
艦艇の性能を向上させるモジュールの研究に使用したり、次のTierの艦艇を研究する際に使用する。「フリーEXP」と呼ばれる事もある。

### ゲーム内通貨
クレジット
戦闘に参加し活躍する事で獲得できる。Tierが高くなってくると艦艇の一戦あたりの必要な修理費などが増える為、戦闘であまり活躍出来なかった場合、収支がマイナスになる事もある。新規モジュールや新艦艇の購入時などに使う。
ダブロン
リアルマネーでの購入や、イベント等で手に入る通貨。プレミアム品の購入や経験値の変換などの際に使用する。クレジットへ変換する事も可能。

## 主な実装艦艇
実装されている艦艇は（2018年時点では）概ね以下のようになっていた。過去に販売が終了している艦艇もあるためこれが全てでは無い。この後にTierの内容はかなり変更され、全体としてスライドした。

### アメリカ
|      | 技術ツリー                                   | 技術ツリー                           | 技術ツリー                                       | 技術ツリー                                       | 技術ツリー     |              | プレミアム艦艇                | プレミアム艦艇                                                       | プレミアム艦艇                                                            | プレミアム艦艇                 |        |
| Tier | 航空母艦                                     | 戦艦                                 | 巡洋艦                                           | 巡洋艦                                           | 駆逐艦         | 潜水艦       | 航空母艦                      | 戦艦                                                                 | 巡洋艦                                                                    | 駆逐艦                         | 潜水艦 |
| ---- | -------------------------------------------- | ------------------------------------ | ------------------------------------------------ | ------------------------------------------------ | -------------- | ------------ | ----------------------------- | -------------------------------------------------------------------- | ------------------------------------------------------------------------- | ------------------------------ | ------ |
| I    |                                              |                                      | エリー（2022年時点では、オールバニとなっている） | エリー（2022年時点では、オールバニとなっている） |                |              |                               |                                                                      |                                                                           |                                |        |
| II   |                                              |                                      | チェスター                                       | チェスター                                       | サンプソン     |              |                               |                                                                      | オールバニ                                                                | スミス                         |        |
| III  |                                              | サウスカロライナ                     | セントルイス                                     | セントルイス                                     | ウィックス     |              |                               |                                                                      | チャールストン                                                            |                                |        |
| IV   | ラングレー                                   | ワイオミング                         | フェニックス                                     | フェニックス                                     | クレムソン     |              |                               | アーカンソー                                                         |                                                                           |                                |        |
| V    | ボーグ （現在凍結）                          | ニューヨーク                         | オマハ                                           | オマハ                                           | ニコラス       |              |                               | テキサス オクラホマ                                                  | マーブルヘッド マーブルヘッドリマへ                                       | ヒル                           |        |
| VI   | インディペンデンス                           | ニューメキシコ                       | ペンサコーラ                                     | ダラス                                           | ファラガット   | カシャロット |                               | アリゾナ ウェストヴァージニア1941                                    |                                                                           | モナハン                       |        |
| VII  |                                              | コロラド                             | ニューオーリンズ                                 | ヘレナ                                           | マハン         |              | サイパン(Tier8に移動)         | カリフォルニア フロリダ ウェストバージニア1944                       | - インディアナポリス - アトランタ - ボイシ - フリント                     | シムス                         |        |
| VIII | レキシントン コンコードブリッジ ヨークタウン | ノースカロライナ カンザス ネブラスカ | ボルチモア                                       | クリーヴランド                                   | ベンソン       | サーモン     | エンタープライズ ホーネット   | - アラバマ - マサチューセッツ コンステレーション ノースカロライナCLR | ウィチタ ALモントピリア コングレス ロチェスター サンディエゴ アンカレッジ | キッド                         |        |
| IX   |                                              | アイオワ ミネソタ デラウェア         | バッファロー                                     | シアトル                                         | フレッチャー   |              |                               | ミズーリ ジョージア キアサージ イリノイ                              | アラスカ タルサ ヴァレーホ                                                | ブラック ベンハム ハルフォード |        |
| X    | ミッドウェイエセックス                       | モンタナ ヴァーモント ルイジアナ     | デモイン                                         | ウースター                                       | ギアリング     | バラオ       | フランクリン・D・ルーズベルト | オハイオ                                                             | セーラム プエルトリコ オースティン                                        | サマーズ フォレストシャーマン  | ガトー |
| ★    | ユナイデット・ステーツ                       | メイン                               | アナポリス                                       | ジャグゾンビル                                   | ｊハンフリーズ |              |                               |                                                                      |                                                                           |                                |        |

### 日本
|      | 技術ツリー       | 技術ツリー   | 技術ツリー | 技術ツリー | 技術ツリー | 技術ツリー | プレミアム艦艇 | プレミアム艦艇               | プレミアム艦艇  | プレミアム艦艇                  |           |
| Tier | 航空母艦         | 戦艦         | 巡洋艦     | 巡洋艦     | 駆逐艦     | 駆逐艦     | 航空母艦       | 戦艦                         | 巡洋艦          | 駆逐艦                          | 潜水艦    |
| ---- | ---------------- | ------------ | ---------- | ---------- | ---------- | ---------- | -------------- | ---------------------------- | --------------- | ------------------------------- | --------- |
| I    |                  |              | 橋立       | 橋立       |            |            |                |                              |                 |                                 |           |
| II   |                  |              | 筑摩       | 筑摩       | 海風       | 海風       |                | 三笠                         |                 | 橘                              |           |
| III  |                  | 河内         | 天龍       | 天龍       | 若竹       | 若竹       |                |                              | 香取            |                                 |           |
| IV   | 鳳翔             | 妙義         | 球磨       | 球磨       | 磯風       | 磯風       |                | 石鎚                         | 夕張 岩木 Alpha |                                 |           |
| V    | 瑞鳳（現在凍結） | 金剛         | 古鷹       | 阿賀野     | 睦月       | 峯風       |                | HSF比叡                      | 矢矧            | 神風 風神                       |           |
| VI   | 龍驤             | 扶桑         | 青葉       | 五ヶ瀬     | 吹雪       | 初春       |                | 陸奥 伊勢                    |                 | 東雲                            |           |
| VII  | 飛龍(現在凍結)   | 長門         | 妙高       | 雄物       | 暁         | 白露       |                | 愛鷹 日向                    | 摩耶 十勝       | 夕立                            |           |
| VIII | 翔鶴 毅鶴        | 天城 弓張    | 最上       | 四万十     | 陽炎       | 秋月       | 加賀           | 紀伊 Ignis Purgatio Ragnarok | 愛宕 利根       | HSF 晴風 HSF 晴風 Ⅱ 朝潮 AL雪風 | 伊56 伊58 |
| IX   | 大鳳（現在凍結） | 出雲安達太良 | 伊吹       | 高梁       | 夕雲       | 北風       |                | 武蔵 肥前 石見 大山 剣       | 吾妻            |                                 |           |
| X    | 白龍             | 大和 豊後    | 蔵王       | 淀         | 島風       | 春雲       |                | 敷島                         | 吉野 北上       | 疾風                            |           |
| ★    | 赤龍             | 薩摩         |            |            | 山霧       |            |                |                              |                 |                                 |           |

### イギリス
|      |                | 技術ツリー           | 技術ツリー             | 技術ツリー     | 技術ツリー   | 技術ツリー   | プレミアム艦艇 | プレミアム艦艇                               | プレミアム艦艇 | プレミアム艦艇   |  |
| Tier | 航空母艦       | 戦艦                 | 戦艦                   | 巡洋艦         | 駆逐艦       | 潜水艦       | 航空母艦       | 戦艦                                         | 巡洋艦         | 駆逐艦           |  |
| Ⅰ    |                |                      |                        | ブラックスワン |              |              |                |                                              |                |                  |  |
| II   |                |                      |                        | ウェイマス     | メディア     |              |                |                                              |                |                  |  |
| III  |                | ベレロフォン         | インディファティガブル | カレドン       | ヴァルキリィ |              |                | ドレッドノート                               |                | キャンベルタウン |  |
| IV   | ハーミーズ     | オライオン           | クイーン・メアリー     | ダナイー       | ウェイクフル |              |                |                                              |                |                  |  |
| V    |                | アイアン・デューク   | タイガー               | エメラルド     | アカスタ     |              |                | エジンコート                                 | エクスター     |                  |  |
| VI   | フューリアス   | クイーン・エリザベス | レナウン               | リアンダー     | イカルス     | アンディ     |                | ウォースパイト                               |                | ギャラント       |  |
| VII  |                | キング・ジョージ5世  | ルーク                 | フィジー       | ジャーヴィス |              |                | - ネルソン - フッド - デューク・オブ・ヨーク | ベルファスト   |                  |  |
| VIII | インプラカブル | モナーク             | ホーク                 | エディンバラ   | ライトニング | スターデイ   |                |                                              |                |                  |  |
| IX   |                | ライオン             | ダンカン               | ネプチューン   | ジャトランド |              |                |                                              |                |                  |  |
| X    | オーディシャス | コンカラー           | セント・ヴィンセント   | マイノーター   | デアリング   | スラッシャー |                |                                              |                |                  |  |
| ★    | イーグル       |                      |                        | エドガー       |              |              |                |                                              |                |                  |  |

### ドイツ
|      | 技術ツリー                             | 技術ツリー                                                          | 技術ツリー       | 技術ツリー | 技術ツリー   | 技術ツリー | プレミアム艦艇             | プレミアム艦艇                             | プレミアム艦艇                                          | プレミアム艦艇 |
| Tier | 航空母艦                               | 戦艦                                                                | 巡洋艦           | 駆逐艦     | 駆逐艦       | 潜水艦     | 航空母艦                   | 戦艦                                       | 巡洋艦                                                  | 駆逐艦         |
| ---- | -------------------------------------- | ------------------------------------------------------------------- | ---------------- | ---------- | ------------ | ---------- | -------------------------- | ------------------------------------------ | ------------------------------------------------------- | -------------- |
| I    |                                        |                                                                     | ヘルメリーン     |            |              |            |                            |                                            |                                                         |                |
| II   |                                        |                                                                     | ドレースデン     | V-25       | V-25         |            |                            |                                            | エムデン                                                |                |
| III  |                                        | ナッサウ フォン・デア・タン                                         | コルベルク       | G-101      | G-101        |            |                            | アルベルト                                 |                                                         |                |
| IV   | ライン                                 | カイザー モルトケ                                                   | カールスルーエ   | V-170      | V-170        |            |                            |                                            |                                                         |                |
| V    |                                        | ケーニヒ デアフリンガー                                             | ケーニヒスベルク | T-22       | T-22         |            |                            |                                            |                                                         |                |
| VI   | ウェーザー                             | バイエルン マッケンゼン                                             | ニュルンベルク   | ゲーデ     | ゲーデ       | U-69       | エーリヒ・ルーヴェンハート | Prinz Eitel friedrich                      | グラーフ・シュペー                                      | T-61           |
| VII  |                                        | グナイゼナウ プリンツ・ハインリヒ                                   | ヨルク           | マース     | Z-31         |            |                            | シャルンホルスト                           | ミュンヘン ワイマール                                   | Z-39           |
| VIII | アウグスト・フォン・パーセヴァル       | ビスマルク ツィーテン                                               | ヒッパー         | Z-23       | G.J.マーカー | U-190      | グラーフ・ツェッペリン     | ティルピッツ オーディン Anhalt Brandenburg | プリンツ・オイゲン マインツ                             | Zー35          |
| IX   |                                        | フリードリヒ・デア・グローセ プリンツ・ループレヒト                 | ローン           | Z-46       | F.シュルツ   |            |                            | ポンメルン                                 | エギル ジークフリート アドミラル.シュレーダー ローンCLR | Z-44 ZF-6      |
| X    | マンフレート・フォン・リヒトホーフェン | プロイセン メクレンブルク グローサー・クルフュルスト シュリーフェン | ヒンデンブルク   | Z-52       | エルビング   | U-2501     | M.インメルマン             |                                            |                                                         | Z-42 U４５０１ |
| ★    |                                        | ハノーファー                                                        | クラウシュビッツ |            |              |            |                            |                                            |                                                         |                |

### フランス
フランスの戦艦ツリーはバージョン0.7.2より実装された。
|      | 技術ツリー     | 技術ツリー           | 技術ツリー           | 技術ツリー               | プレミアム艦艇                           | プレミアム艦艇 | プレミアム艦艇      | プレミアム艦艇 |
| Tier | 戦艦           | 巡洋艦               | 巡洋艦               | 駆逐艦                   | 戦艦                                     | 巡洋艦         | 駆逐艦              | 航空母艦       |
| ---- | -------------- | -------------------- | -------------------- | ------------------------ | ---------------------------------------- | -------------- | ------------------- | -------------- |
| I    |                | ブーゲンヴィル       | ブーゲンヴィル       |                          |                                          |                |                     |                |
| II   |                | ジュリアン           | ジュリアン           | Enseigne Gabolde(英語版) |                                          |                |                     |                |
| III  | テュレンヌ     | フリアン             | フリアン             | Fusilier                 |                                          |                |                     |                |
| IV   | クールベ       | デュゲイ・トルーアン | デュゲイ・トルーアン | Bourrasque               |                                          |                |                     |                |
| V    | ブルターニュ   | エミール・ベルタン   | エミール・ベルタン   | Jaguar                   |                                          |                | Siroco              |                |
| VI   | ノルマンディー | ラ・ガリソニエール   | ラ・ガリソニエール   | Guepard                  | ダンケルク                               | ド・グラース   | Algle               | ベアルン       |
| VII  | リヨン         | アルジェリー         | アルジェリー         | Vauquelin                | ストラスブール シャンパーニュ フランドル |                | トゥーロン バヤール |                |
| VIII | リシュリュー   | シャルル・マルテル   | シェルブール         | Le Fantasque             | ガスコーニュ                             |                | Le Terrible         |                |
| IX   | アルザス       | サン＝ルイ           | ブレスト             | Mogador                  | ジャン・バール                           |                | カルノー            |                |
| X    | レピュブリク   | アンリ4世            | マルセイユ           | Kleber                   | ブルゴーニュ                             | コルベール     | Marceau             |                |
| ★    |                | コンデ               |                      |                          |                                          |                |                     |                |

### ソ連
|      |                        |                          | 技術ツリー                 | 技術ツリー         | 技術ツリー       | 技術ツリー       | プレミアム艦艇               | プレミアム艦艇                                           | プレミアム艦艇                 | プレミアム艦艇 | プレミアム艦艇 |
| Tier | 航空母艦               | 戦艦                     | 巡洋艦                     | 巡洋艦             | 駆逐艦           | 駆逐艦           | 戦艦                         | 巡洋艦                                                   | 駆逐艦                         | 航空母艦       | 潜水艦         |
| ---- | ---------------------- | ------------------------ | -------------------------- | ------------------ | ---------------- | ---------------- | ---------------------------- | -------------------------------------------------------- | ------------------------------ | -------------- | -------------- |
| I    |                        |                          | オルラン                   | オルラン           |                  |                  |                              |                                                          |                                |                |                |
| II   |                        |                          | ノヴィーク                 | ノヴィーク         | ストロジェヴォイ | ストロジェヴォイ |                              | ジアーナ                                                 |                                |                |                |
| III  |                        | クニャージ・スヴォーロフ | ボガトィーリ               | ボガトィーリ       | デルズキー       | デルズキー       |                              | - アヴローラ - オレーグ - ヴァリャーグ                   |                                |                |                |
| IV   | コムソモレツ           | ガングート               | スヴェトラーナ             | スヴェトラーナ     | イズィヤスラフ   | イズィヤスラフ   | インペラートル・ニコライ１世 |                                                          |                                |                |                |
| V    |                        | ピョートル・ヴェリーキー | コトフスキー               | コトフスキー       | パドヴォイスキー | パドヴォイスキー | Okt. Revolutsiya             | - ムールマンスク - クラースヌィイ・クルィーム キーロフ   | オホトニク グリミャーシ        |                |                |
| VI   | セーロフ               | イズメイル               | ブジョンヌイ               | ブジョンヌイ       | グネヴヌイ       | グネヴヌイ       | ノヴォロシースク             | モロトフ - マカロフ                                      |                                |                |                |
| VII  |                        | スィノプ                 | ショールス                 | ショールス         | ミンスク         | ミンスク         | ポルタヴァ                   | ラーゾ                                                   | レニングラード タシュケント’39 |                |                |
| VIII | ポペダ                 | ウラジオストック         | チャパエフ                 | タリン             | キエフ           | オグニェーヴォイ | ボロジノ レーニン            | オチャコフ ミハイル・クトゥーゾフ ピョートルバルガチオン | チカロフ                       | S-189          |                |
| IX   |                        | ソヴィエツキー・ソユーズ | ドミートリィ・ドンスコイ   | リガ               | タシケント       | ウダロイ         | ナワリン                     | クロンシュタット                                         | ネウストラシムイ               |                |                |
| X    | アドミラル・ナヒーモフ | クレムリン               | アレクサンドル・ネフスキー | ペトロパブロフスク | デルニー         | グロザヴォイ     | スラヴァ                     | スターリングラード モスクワ セヴァストポリ スモレンスク  | ハバロフスク                   |                |                |
| ★    |                        | アドミラル・ウシャコフ   |                            | ノボシビルスク     | ゾルキー         |                  |                              |                                                          |                                |                |                |

### ヨーロッパ
| 技術ツリー | 技術ツリー | 技術ツリー             | 技術ツリー           | プレミアム艦     | プレミアム艦           |
| Teir       | 巡洋艦     | 駆逐艦                 | 駆逐艦               | 駆逐艦           | 戦艦                   |
| ---------- | ---------- | ---------------------- | -------------------- | ---------------- | ---------------------- |
| Ⅰ          | グルィフ   |                        |                      |                  |                        |
| Ⅱ          |            | タトラ                 | タトラ               |                  |                        |
| Ⅲ          |            | ロムルス               | ロムルス             |                  |                        |
| Ⅳ          |            | クラース・ウグラ       | クラース・ウグラ     |                  |                        |
| Ⅴ          |            | ヴィスヴィ             | ムアヴェネト         |                  | フィリブス・ウニティス |
| Ⅵ          |            | ヴェステロース         | ストルド             |                  |                        |
| Ⅶ          |            | スコーネ               | グロム               | ブリスカヴィツァ |                        |
| Ⅷ          |            | エーランド             | スプリト             | オルカン         |                        |
| Ⅸ          |            | エステルイェートランド | ランブロスカトソニス | フリースラント   |                        |
| Ⅹ          |            | ハッランド             | グダニスク           |                  |                        |
| ★          |            | ダラーナ               |                      |                  |                        |

### パンアジア
|      | 技術ツリー         | 技術ツリー           | プレミアム艦艇   | プレミアム艦艇 | プレミアム艦艇                               |
| Tier | 巡洋艦             | 駆逐艦               | 巡洋艦           | 戦艦           | 駆逐艦                                       |
| ---- | ------------------ | -------------------- | ---------------- | -------------- | -------------------------------------------- |
| I    | 成安（チョンアン） |                      |                  |                |                                              |
| II   |                    | 龍江（ロンジャン）   |                  |                |                                              |
| III  |                    | プラ・ルアン         | 寧海（ニンハイ） |                |                                              |
| IV   |                    | 瀋陽（シェンヤン）   |                  |                |                                              |
| V    | 重慶（チョンキン） | 建威（ジャンウェイ） |                  |                |                                              |
| VI   | ラフマト           | 撫順（フーシュン）   | 黄河(ファンフー) |                | 鞍山（アンシャン）                           |
| VII  | チュムポーン       | ガジャ・マダ         |                  |                |                                              |
| VIII | ハルビン           | 咸陽（シャンヤン）   | イリアン         |                | 洛陽（ローヤン）汾陽（フェンヤン）シリワンギ |
| IX   | 世宗（セジョン）   | 忠武（チュンム）     | ダリアン         | スンイーシェン |                                              |
| X    | 済南（ジナン）     | 岳陽（ユエヤン）     |                  |                |                                              |
| ★    |                    | 昆明（クンミン）     |                  |                |                                              |

### イタリア
|      | 技術ツリー                   | 技術ツリー                     | 技術ツリー                   | プレミアム艦艇 | プレミアム艦艇                        | プレミアム艦艇                         | プレミアム艦艇   |  |
| Tier | 戦艦                         | 巡洋艦                         | 駆逐艦                       | 航空母艦       | 戦艦                                  | 巡洋艦                                 | 駆逐艦           |  |
| Ⅰ    |                              | エリトリア                     |                              |                |                                       |                                        |                  |  |
| Ⅱ    |                              | ニーノ・ビクシオ               | クルタトーネ                 |                |                                       |                                        |                  |  |
| Ⅲ    |                              | タラント                       | ノザリオ・サウロ             |                |                                       |                                        |                  |  |
| Ⅳ    | ダンテ・アリギエーリ         | アルベルト・ディ・ジュッサーノ | テゥルビネ                   |                |                                       |                                        |                  |  |
| V    | コンテ・ディ・カヴール       | ライモンド・モンテコックリ     | マエストラーレ               |                | ジュリオ・チェザーレ                  | ジェノヴァ                             |                  |  |
| VI   | アンドレア・ドーリア         | トレント                       | アヴィエーレ                 |                |                                       | ドゥーカ・ダオスタ                     | レオーネ         |  |
| VII  | フランチェスコ・カラッチョロ | ザラ                           | ルカ・タリーゴ               |                |                                       | ドゥーカ・デリ・アブルッツィゴリツィア | FR25             |  |
| VIII | ヴィットリオ・ヴェネト       | アマルフィ                     | ヴェットリオ・クニヴェルティ |                | アクイラ                              | ローマ                                 |                  |  |
| Ⅸ    | レパント                     | ブリンディジ                   | アドリアーティコ             |                | ジュゼッペ・ヴェルディ マルコ・ポーロ |                                        | パオロ・エミリオ |  |
| Ⅹ    | クリストフォ・コロンボ       | ヴェネチア                     | アッティリオ・レゴロ         |                |                                       | ナポリ                                 |                  |  |

### イギリス連邦
| Tier | 戦艦     | 巡洋艦           | 駆逐艦           |
| ---- | -------- | ---------------- | ---------------- |
| Ⅰ    |          |                  |                  |
| Ⅱ    |          |                  |                  |
| III  |          |                  | ヴァンパイア     |
| IV   |          |                  |                  |
| V    |          |                  |                  |
| VI   |          | パースマイソール |                  |
| VII  | ユーコン |                  | ハイダヒューロン |
| Ⅷ    |          |                  |                  |
| Ⅸ    |          | ヘクター         |                  |
| Ⅹ    |          | ブリンズベン     | ヴァンパイアⅡ    |

#### パンアメリカ
|      | 技術ツリー             | プレミアム艦艇 | プレミアム艦艇         | プレミアム艦艇       |  |
| Tier | 巡洋艦                 | 戦艦           | 巡洋艦                 | 駆逐艦               |  |
| ---- | ---------------------- | -------------- | ---------------------- | -------------------- |  |
| Ⅰ    | ヘラクレス             |                |                        |                      |  |
| Ⅱ    | アルミランチ・バホーゾ |                | アルミランチ・アブルー |                      |  |
| Ⅲ    | ビセンテ・ゲレロ       |                |                        |                      |  |
| Ⅳ    | コルドバ               |                |                        |                      |  |
| Ⅴ    | ラ・アルヘンティーナ   |                | リオデジャネイロ       |                      |  |
| Ⅵ    | アルミランテ・コクラン |                |                        | ジュルア             |  |
| VII  | コロネル・ボロニャシ   |                | ヌエベ・デ・フリオ     |                      |  |
| Ⅷ    | イグナシオ・アジェンテ |                | アトランティコ         | アルミランテ・グラウ |  |
| Ⅸ    | サンタンデル           |                |                        |                      |  |
| Ⅹ    | サン・マルティン       |                |                        |                      |  |

### オランダ
|      | 技術ツリー             | プレミアム艦艇 | プレミアム艦艇                   |  |
| Tier | 巡洋艦                 | 巡洋艦         | 駆逐艦                           |  |
| ---- | ---------------------- | -------------- | -------------------------------- |  |
| I    | ファン・キンスベルゲン |                |                                  |  |
| II   | ヘルダーラント         |                |                                  |  |
| III  | ヤヴァ                 |                |                                  |  |
| Vl   | デ・タウラー           |                |                                  |  |
| V    | セレビーズ             |                |                                  |  |
| Vl   | カイクダウン           |                |                                  |  |
| Vll  | エーンドラハト         |                |                                  |  |
| Vlll | ハーレム               |                | デ・ゼーヴェン・プロヴィンシェン |  |
| lX   | ヨハン・デ・ウィット   |                | フローニンゲン                   |  |
| X    | ハウデン・リーウ       |                | トロンプ                         |  |

スペイン
|      | 技術ツリー | プレミアム艦艇 | プレミアム艦艇       |
| Tier | 巡洋艦     | 巡洋艦         | 駆逐艦               |
| ---- | ---------- | -------------- | -------------------- |
| Ⅰ    |            |                |                      |
| Ⅱ    |            |                |                      |
| Ⅲ    |            |                |                      |
| Ⅳ    |            |                |                      |
| Ⅴ    |            |                |                      |
| Ⅵ    |            | カナリアス     |                      |
| Ⅶ    |            |                |                      |
| Ⅷ    |            |                |                      |
| Ⅸ    |            |                |                      |
| Ⅹ    |            |                | アルバロ・デ・バザン |

### 期間限定実装艦
2018年3月29日、エイプリルフールイベントとして4月25日までの期間限定で戦闘タイプ「宇宙戦」が実装され、以下9隻の宇宙艦艇が期間限定で実装された。宇宙艦艇の入手には任務記録レベル12以上とTier6以上の艦艇が必要。宇宙艦艇は「宇宙戦」にしか出撃できず、「宇宙戦」には宇宙艦艇しか出撃できない仕様となっている。また類似した期間限定イベントは、異なる形態の物もあるが過去にも複数回行われている。
| Tier | 航空母艦       | 戦艦                      | 巡洋艦                              | 駆逐艦                            |
| ---- | -------------- | ------------------------- | ----------------------------------- | --------------------------------- |
| VII  | ヘルキャリアー | パリ オールデストロイヤー | ギャラクシー ザーヤ ノーマ オーロラ | フライファイアー ブルー・アスター |

## 主な実装艦載機
実装されている艦上機は概ね以下のようになっている。消耗品扱いの水上機の機種名は現在では明記されていないが、過去にゲーム内やアップデートの際など表記されていた事はあり、E7KやF1M2、E13A1などが実装されている。

### 日本
| Tier | 戦闘機 | 雷撃機 | 急降下爆撃機 |
| ---- | ------ | ------ | ------------ |
| III  | A4N    | B1M    |              |
| IV   |        | B4Y    |              |
| V    | A5M4   |        | D1A2         |
| VI   | A6M2   | B5N2   | D3A1         |
| VII  | A6M5c  |        | D3A2         |
| VIII | N1K5-A | B6N    | D4Y2         |
| IX   | A7M1   | B7A2   | B7A2         |
| X    | A8M    | C6N1-B | Wakusei      |

### アメリカ
| Tier | 戦闘機         | 雷撃機 | 急降下爆撃機 |
| ---- | -------------- | ------ | ------------ |
| III  | F4B            | T3M    | BM2          |
| IV   | - F3F - F4F-3  | T4M    | SBU          |
| V    | - FM-2 - F4F-4 |        | SBD          |
| VI   | F6F-3          | TBD    | SBD-3        |
| VII  | F6F-5          | TBF    | SBD-5        |
| VIII | F4U-1          | TBM-3  | SB2C         |
| IX   | F4U-4          | AD-1   | BTD-1 AD-2   |
| X    |                |        | XBTK-1       |

## 歴史
開発の当初は制作会社の内部では『World of Battleships』という名称で呼んでいたが、公開前に現在の名称に変更された。
- 2014年
  - 7月 - アルファテスト開始[43]
  - 12月13日 - 第一次「プレミアムテスト」を13日および14日の2日間限定で実施[44]
- 2015年
  - 1月13日 - 第二次「プレミアムテスト」を13日から16日にかけて実施。空母がプレイ可能となった[45]
  - 3月12日 - クローズドβテスターの募集を開始[46]
  - 4月 - エイプリルフールの限定イベントとして『宇宙戦艦ヤマト』などを模した宇宙船が期間限定で配布された[47]。
  - 9月17日 - 正式サービス開始[43]
- 2016年
  - 1月
    - 『蒼き鋼のアルペジオ』とのコラボを実施[48][注 18]。
    - 中国語版WoWSにおいて『Battleship Girl -鋼鉄少女-』とのコラボが報道された[49]。

  - 7月11日 - ニコニコ動画やYoutube、Twitchなどでプレイ動画を配信している方々の中から5名が公認のライブストリーマーとして選ばれた[50]。
  - 11月1日 - 俳優のスティーブン・セガールがヒロイック・バトル・アドバイザーに就任した事を記念し、ゲーム中の艦長キャラクターとして専用ボイス付きの「スティーブン・セガール」を入手できるイベントを12月14日まで実施[51]。アップデート 0.7.2でコラボが終了した[52]。
- 2017年
  - 6月17日 - ウォーゲーミング主催のオフラインイベントが名古屋で開催された。対戦イベントでは変則ルールもあり、駆逐艦によるバトルアクションレースゲーム等も行われた[53]。
  - 6月30日 - 『ハイスクール・フリート』とのコラボを実施[54]
  - 8月3日 - 新要素として「ユニーク艦長システム」が発表された。第1弾は山本五十六となったが、幅広いキャラクターを登場させる方針が示された[55]
  - 8月25日 - 新艦艇として航空母艦のグラーフ・ツェッペリンがプレミアム艦艇として販売開始されたが、多くの議論が発生し、運営側より8月27日には販売を停止、返金の申請に応じるという声明が発表される異例の事態が発生した。新艦艇をリリースする前のバランス調整が不十分だったとされる[56]
  - 9月23日 - 東京ゲームショウ2017にて、WoWS公式大会のオフライン決勝戦が行われた[29]
  - 11月4日 - MicrosoftストアでWindows 10向けに「World of Warships」がリリースされた。こちらはWargamingのアカウントではなく、Microsoftのアカウントに紐づけられる模様[57]。
  - 11月15日 - SteamにてWindows向けに「World of Warships」がリリースされた。こちらもデフォルトの状態ではWargamingのアカウントには紐付けられない模様[58]。
  - 12月14日 - 公式フォーラムのユーザインタフェースが多言語に対応[59]
- 2018年
  - 1月18日 - モバイル端末向けアプリ『World of Warships Blitz』の正式サービスが開始された。iOSとAndroidのプレイヤーはこのアプリを同じサーバーでプレイできる[注 19]。
  - 3月10日 - Wargaming Japanの提供でバーチャルYouTuberのキズナアイに取り上げられた。ボーナスコードも提示され、新規登録者向けにTier4の石鎚と夕張の配布が行われた[60]。
  - 3月29日 - エイプリルフールイベントとして4月25日までの期間限定で戦闘タイプ「宇宙戦」が再度実装された[40]。
  - 4月2日 - 『アズールレーン』とのコラボを行うと発表された[61]。4月21日にはコラボ内容についてのトークイベントが行われ、WoWSの艦長キャラクターにアズールレーンのキャラクターが登場する事や、アズールレーン側にはWoWSに実装されている計画艦をモチーフにしたキャラクターが登場する事などが明かされた[62]。
- 2019年
  - 6月24日 - 期間限定イベントとして「烈波[63]」が実装された。
  - 8月22日 - 潜水艦ツリーの追加が発表された。

## 備考
- 当ゲームの参戦者の中には不正なModなどを使ってチート行為を繰り返すプレーヤーも紛れ込んでいる、ということをWargaming.net社側は把握しており、対策として警告やアカウント永久停止処分といった処置が取られている[64]（2017年WoWsプロデューサーの柳沼氏は、チートやAFKでゲームバランスが崩れてしまうため対策していきたいと語った[65]）。個々のプレーヤーは、チート行為をしていると思われるプレーヤーを発見したら、そのプレーヤー名を選択して「ブロックする」を選ぶという方法もある。またプレーヤー名を特定してWargaming.net社に通報するとよい。
- MODの使用に関しては公式に方針が制定されており、公式により禁止されているMODを使用し続けると複数回の警告の後、アカウント永久停止処分に処される[66]。
- 「World of Warships」推奨PCなるものも存在するが、補助記憶装置にはSSDを使っているものの、CPUは「Core i5」、GPUは「GeForce GTX 960」といったレベルで、それほど高いスペックではない[67]。
- シニアプロデューサーのジェイク・ネリによると、プレイヤーは2種類に大別でき、一つは「勝つためにプレイ」もう一つは「コレクター」との事[68]。
- グローバルプロデューサーのオーサー・プロチンクによると、2016年のエキシビションマッチの時点では、WoWSのeスポーツ化では視聴者の増加とカメラの演出が課題とされた[69]。

### チャット関連
- 試合中は基本英語を使うが、F2 - F12キーに割り当てられたクイックコマンド[注 20]が手軽で音声も付いており、よく使われる。「援護を求む！」「よくやった！」「各員の健闘を祈る！」等がある。設定によって、他言語への変更も可能[70]。
- チャット機能は出撃前の画面にもあり、ここでは各言語向けのチャンネルがある。日本語向けだと「オフトピックディスカッション」という公式チャンネルが用意されている。

## 旗の扱いについて
ゲーム内においては世界の戦争被害者や戦争遺族に配慮して、いくつかの旗が表示されない仕様になっている。
例としてドイツの艦艇については、たとえ歴史的にはナチス・ドイツによって運用され、史実としてはナチスのシンボルであるハーケンクロイツ（鉤十字の旗）が掲げられたものであっても、ゲーム内ではハーケンクロイツが掲揚されることはない。そのため、ナチス式敬礼などが明確に禁止された現在のドイツ軍が標準で用いている鉄十字の旗によって代替される。
つまり当ゲームの開発会社が当ゲームで重視しているのは、史実をそのまま再現することではなく、あくまでプレーヤーがゲームをゲームとして楽しめることを重視して、戦争被害者やその遺族が画面を見ることやプレイする状態も当然起きうることを配慮して、旗の選択は慎重に行っている。

### 旭日旗の扱いについて
また旭日旗も基本的には表示されない。
これは一部のプレーヤーからWoWSに実装されていた日本軍艦艇の旭日旗削除の要求がなされ、これについて意見を求められたウォーゲーミング・ジャパンも旭日旗が戦犯旗であると肯定し、削除にも反対せず、結果としてウォーゲーミング側は旭日旗を削除する決断を下した。
これらの問題について、ウォーゲーミング社CEOのVictor Kislyiは、次のように説明した。

### 経緯と現状
2015年7月、World of Warshipsにおいて旭日旗を巡る議論が紛糾したことにより「旭日旗及びその他歴史的な表記物に関するガイドライン」が定められ、旭日旗を全世界のサーバーから排除することで問題解決が図られた。イタリアやロシア、イギリスの艦船などは国旗ではなく正規の海軍旗が掲揚されるが、日本艦船には旭日旗の代わりに国旗が使用された。このガイドラインが発表されてから、Change.orgにて旭日旗の復活を求める1万人以上の署名が集まった。2020年時点では旭日旗は禁止されており、フォーラムにおいてもこの問題に触れると運営側が削除する対応が取られている。
なお2022年2月1日時点では、PC版に関しては、公式サイトからMODが配布されており、それらのMODを使用することで旭日旗やホワイト・エンサイン（英国海軍旗）に差し替えることも可能。

## ぷかぷか艦隊
『ぷかぷか艦隊』（ぷかぷかフリート）とは、WoWS公式サイトにて2016年3月から連載が始まり、2018年2月に一旦最終話を迎えた連載4コマ漫画。WoWS初心者向けの内容から始まり、ゲームアップデートの内容紹介や、オフラインイベントのレポート等がコミカルに掲載された。イラストは村正みかど。2018年4月20日よりSeason 3として連載が再開された。

### 主な登場人物
山本かもめ
日本ツリーの巡洋艦担当。弱くてめったに勝てない「ぷかぷか艦隊」 のリーダー。使用艦艇は「球磨」。面倒見がよく、誰とでもすぐ仲良くなれるのが特徴。「レイテ沖の天使」と名乗った事がある。航空機には詳しくない模様。
東郷みかん
アメリカツリーの戦艦を好む大艦巨砲主義者。使用艦艇は「ワイオミング」。実は寂しがりで「南洋のロンリーウルフ」と名乗った事がある。試合のルールに関係なく、常に敵軍全滅を目指している。
伊藤なる
日本ツリーの駆逐艦担当。使用艦艇は「磯風」。アニメとゲームと睡眠が趣味な楽天家で、国家にも特にこだわりは無い。なぜか男子にモテたいという理由でWoWSを始めた。航空機には詳しくない模様。Season 2でペンコ隊長率いる「すたこら艦隊」に引き抜かれそうになるが、本人としてはただ遊びに来ただけのつもりだった。
有栖川トト
アメリカツリーの空母乗り。使用艦艇は「レキシントン」だが「ぷかぷか艦隊」の他のメンバーに合わせてラングレーも使用する。言葉数は少なめで引っ込み思案。推理小説をよく読む。ゲーム中での第一目標は制空権を取る事。空母だけどたまに敵陣を占領する事もある。一機も撃墜されずに試合に勝利したいと思っており、航空機が全滅すると泣きそうになる。

#### Season 2からの登場人物
八代ゴロー
ぷかぷか艦隊が集まるネットカフェのアルバイト定員。WoWSをプレイしているかは不明。山本かもめの事が気になるらしい。有栖川トトと仲が良い。
礼田トッコ
ドイツ巡洋艦ニュルンベルク乗り。偉そうだがWoWSのプレイヤースキルは山本かもめと同レベル。八代ゴローの事が気になるらしい。
西村さくら
日本戦艦好きな扶桑乗り。普段はおっとりしているが鉢巻をして気合を入れると強気になる。しかしすぐ諦める模様。背が高めで被発見距離が長い。
小栗ペンコ
アメリカ巡洋艦ペンサコーラ乗り。逃げる事に特化した「すたこら艦隊」のリーダー。人見知り。いつでも逃げられるよう物陰に隠れる習性があり、緊密な連携を重視している。同じアメリカツリーの東郷みかんと仲良くなりたいが、口に出せないでいる。
タチアナ・ロジェストヴェンスカヤ
ソ連駆逐艦乗り。「グネヴヌイ」や「ミンスク」を使っている。艦の速力さえ優れていれば、あとは何とかできる。山本かもめに勧められてWoWSを始めた。山本かもめからは「ターにゃん」、伊藤なるからは「タッちゃん」と呼ばれている。駆逐艦の「見えない脅威」としての立ち回りや「連携」の重要性を理解しており、根は優しいがプレイ中は容赦無い。
有栖川ネネ
有栖川トトの姉。空母、戦艦、駆逐艦、巡洋艦を乗りこなしているオールラウンダー。日本空母「白龍」を好む。なぜか寝ている妹を逆さ吊りにしたりする。妹曰く「人間のTierが低い」。

### その他の用語
ぷかぷか艦隊ラジオ
略して『ぷかラジ』。「反響が思いのほか大きかった」とされている。

## World of Warships Blitz
『World of Warships Blitz』とは、PC向けの「World of Warships」をモバイル端末向けにアレンジした、iOS 8.0以上およびAndroid 5.0以上向けのアクションゲームである。2018年1月18日より配信されており、クロスプラットフォームに対応している。PC版との違いとしては、タッチスクリーンによる操作となっている他にも、副砲を手動で操作できたり、技術ツリーにも違いがあるなど、各所でPC版とは異なっている。(ちなみにこちらでは航空戦艦として、伊勢が実装されている。)
2021年8月31日の4.4アップデートによりUIが変更され、PC版に（若干）近い表示となった。